# Chalamakote, Chintamani
Chalamakote là một làng thuộc tehsil Chintamani, huyện Kolar, bang Karnataka, Ấn Độ.